# КК Босна
КК Босна је босанскохерцеговачки кошаркашки клуб из Сарајева. Клуб је део Универзитетског спортског друштва Босна, а тренутно се такмичи у Првој лиги Босне и Херцеговине и у Јадранској лиги.

## Историја клуба

### Почеци
Од оснивања па у наредне четири године КК Босна — чији су чланови углавном били студенти Сарајевског универзитета — такмичио се у градској лиги, да би 1955. године освојио први у низу трофеја, Куп Града Сарајева, и тим достигнућем се пласирао у виши ранг такмичења, Републичку лигу Босне и Херцеговине.
Овај први успех екипе која ће обележити историју босанскохерцеговачке 
кошарке, и шире, остварили су: Бркић, Марушић, Такач, Бисе, Бјелица, Циндрић, Билић, Ђурасковић, Фетахагић, Узелац, Џапа, Пилав, Хофбауер, Ловреновић, Бегановић и Димитријевић.
Наредних 17 година било је потребно да се у редовима студената формира генерација која ће клуб одвести степеницу више - у тадашњу изузетно квалитетну Прву југословенску кошаркашку лигу. Старији љубитељи кошарке у Сарајеву и сада се сећају, и још увек препричавају, незаборавни меч градских ривала Босне и Жељезничара; одигран је 28. априла 1972. године у КСЦ Скендерији. Славили су "Студенти" и ово се може сматрати првим кораком ка каснијим великим достигнућима, која су кулминирала освајањем европске титуле.
Идејни вођа екипе која је постигла овај историјски резултат и његов творац био је Богдан Тањевић, а његове замисли на паркету су остваривали: Терзић, Милавић, Чечур, Павлић, Надаждин, Думић, Соче, Варајић, Пејовић, Пешић, Крвавац и Ђогић.

### Шампионска генерација
Шампионски састав Босне комплетиран је доласком играча који ће постати легенда, изузетна личност међу обручима, виртуоз са наранџастом лоптом - наравно, ради се о Мирзи Делибашићу, популарном Кинђету, који је стигао из родне Тузле.
Управо Делибашић, заједно са ненадмашним стрелцем Жарком Варајићем и високим Ратком Радовановићем, уз драгоцену и значајну помоћ Крвавца, Босиочића, Изића, Остојића, Зрне, Хаџића, Пешића, Билаловића и Беначека, а под будним тренерским оком Богдана Тањевића и његовог првог асистента, Драшка Продановића, постиже прву титулу првака државе у Сарајево и Босну и Херцеговину. "Студенти" су били најбољи у југословенској лиги у сезони 1977/78.
Највећи успех дотадашње југославенске и босанскохерцеговачке клупске кошарке Босна је остварила 4. априла 1979. године у француском Греноблу. Пред 12 хиљада гледалаца, од којих је велики број био навијача "Студената", у финалу Купа шампиона Европе Босна је савладала италијански Емерсон резултатом 96:93. У феноменалној утакмици Делибашић, Варајић, Вучевић, Беначек, Ђогић, Босиочић, Изић, Радовановић, Хаџић, Пешић, предвођени бриљантним стратегом са клупе Богданом Тањевићем, показали су до тада невиђено кошаркашко умеће.
У наредне четири године Босна је освојила још две титуле првака Југославије - у сезонама 1979/80 и 1982/83. Од значајних међународних достигнућа треба истаћи друго место на клупском првенству света, Интерконтиненталном купу одиграном 1980. године у Бразилу. Године 1981. Босна је освојила титулу првака Југославије за кадете (испод 17 година).

### Смена генерација и рат
Након пет година континуираних успеха долази до неминовне смене генерација, из клуба у иностранство одлазе тренер Тањевић, Делибашић, Варајић, Радовановић, Ђогић, а из омладинског погона долази низ врло перспективних кошаркаша попут Алихоџића, Марковића, Авдића, Добраса, Букве, Бећирагића, Фирића. Требало је да они врате Босну у врх југословенске кошарке, али је рат прекинуо успон ове генерације, која се распршила широм света.
У периоду од 1992. до 1997. године Босна је егзистирала уз доста потешкоћа. 
Играна су такмичења регионалног значаја, а вредни чланови Босне су се трудили да окупе што више младих стручњака и играча како би се поново створила респектабилна екипа.

### Послератни период
У сезони 1997/98. организовано је доигравање клубова са подручја Федерације Босне и Херцеговине; Босна је у финалу, након три утакмице, резултатом 1:2 поражена од Широког Бријега.
Годину дана касније екипа у саставу Мирковић, Терзић, Субашић, Конаковић, Куртагић, Халимић, Лерић, Исаковић, Буква, Џухо, Радовић, те тренер Сабит Хаџић и његов помоћник Миралем Зубовић, успели су у реорганизованом лигашком такмичењу, које је окупило тимове са подручја Федерације Босне и Херцеговине, убедљиво заузети прво место и освојити шампионску титулу.
Наступ наредне сезоне у међународном такмичењу под називом Сапорта куп у јакој конкуренцији оцењен је као успешан, али су следеће сезоне донеле кадровска и играчка превирања, тако да су изостали очекивани резултати и нису испуњени зацртани планови.
Босна је један од идејних зачетника регионалне кошаркашке лиге, која је под називом Јадранска лига основана 2001. године. У овом такмичењу, као и у новоформираној јединственој лиги Босне и Херцеговине, екипу је водио нови тренер Драшко Продановић, са потпуно новим играчким кадром, али без значајнијих резултата и достигнућа. То је навело Управу на челу са председником Нихадом Имамовићем да сачини план реорганизације и клуба и тима.
На чело стручног штаба постављен је млади и перспективни тренер Менсур Бајрамовић, на места директора и спортског менаџера дошли су некадашње Боснине ведете и капитени Самир Авдић и Елмедин Конаковић. Утакмице су се поново играле на старом месту, у Скендерији, а прави мамац за публику био је повратак најбољег босанскохерцеговачког кошаркаша минуле деценије Ненада Марковића. Екипу су појачали и искусни Ковачевић и Парежанин, те тада најбољи млади кошаркаш БиХ Кенан Бајрамовић.
Све је то резултирало пуним трибинама Скендерије, првим местом на крају првог дела сезоне, те првом позицијом пред доигравање и пласманом у завршницу Куп такмичења у тој сезони. У финалној серији првенства Босну је, након три неизвесна сусрета, тек после продужетака "мајсторице" поразио Широки Херцегтисак.
Све постигнуто је било мотив за руководство Босне да се још више ангажује како би екипа ову сезону дочекала квалитетнија и спремнија у организационом и играчком погледу. Повратак публике, те велико интересовање јавности за резултате и наступе Босне, привукли су и значајне спонзоре тако да се могла остварити и замишљена конструкција тима. Остали су Марковић, Бајрамовић, Ковачевић, Парежанин, Буква, а дошли су репрезентативац Ваљевац, бек Ђорић, искусни стрелац Алексић, те два квалитетна појачања из Америке, Дарен Фен и Ленс Вилијамс.

### Повратак Босне
Сезона 2004/05. доноси велику радост за играче и армију навијача. На завршници Купа БиХ организованој у Сарајеву, Босна побјеђује Широки у финалу и осваја први трофеј у сезони. Колика је надмоћ студената била у домаћем такмичењу најбоље осликава података да су у финалу плеј-офа у само две утакмице стигли до наслова најбољег тима државе. Противник је поново био Широки. Круна сезоне стигла је пласманом на доигравање међу осам најбољих тимова Јадранске лиге. Град домаћин био је Београд, а Босна је заустављена већ на првој степеници, тачније у четвртфиналу, од вршачког Хемофарма, каснијег освајача Лиге.

### Промена имена
Октобра 2014. клуб је променио име у Босна Ројал.

### Насловни спонзор
Предсједник КК Босна и представници компаније Меридианбет потписали су 27. октобра 2022. гоине вишегодишњи уговор о насловном спонзорству.

## Успеси
- Евролига:
  - Првак (1): 1979.
  - Треће место (3): 1980, 1981, 1984.
- Куп Радивоја Кораћа
  - Финалиста (1): 1978.
- Друга Јадранска лига:
  - Првак (1): 2025.
- Првенство Босне и Херцеговине:
  - Првак (4): 1999, 2005, 2006, 2008.
  - Вицепрвак (6): 1998, 2000, 2004, 2007, 2009, 2017.
- Куп Босне и Херцеговине:
  - Победник (4): 2005, 2009, 2010, 2024.
  - Финале (4): 2006, 2011, 2017, 2025.
- Првенство СФР Југославије:
  - Првак (3): 1978, 1980, 1983.
  - Вицепрвак (1): 1979.
- Куп СФР Југославије:
  - Победник (2): 1978, 1984.
  - Финалиста (3): 1980, 1986, 1992.

## Познатији играчи
- Мирза Делибашић
- Светислав Пешић
- Жарко Варајић
- Ратко Радовановић
- Борислав Вучевић
- Предраг Беначек
- Сабит Хаџић
- Предраг Даниловић
- Сабахудин Билаловић
- Марио Приморац
- Харис Бркић
- Ненад Марковић
- Здравко Радуловић
- Емир Мутапчић
- Душан Вукчевић
- Горан Иконић
- Саша Васиљевић
- Кенан Бајрамовић
- Нихад Ђедовић
- Гаврило Пајовић
- Сеад Шеховић
- Един Бавчић

## Бивши тренери
- Сабит Хаџић
- Богдан Тањевић
- Лука Станчић
- Светислав Пешић
- Мирза Делибашић
- Драшко Продановић
- Менсур Бајрамовић
- Русмир Халиловић
- Миодраг Балетић
- Влада Вукоичић
- Јуриј Здовц
- Драгољуб Видачић